# Sulajärvi
Sulajärvi är en sjö i Gällivare kommun i Lappland och ingår i Kalixälvens huvudavrinningsområde. Sjön har en area på 0,606 kvadratkilometer och ligger 383,1 meter över havet. Sjön avvattnas av vattendraget Kivijoki (Moskojoki).

## Delavrinningsområde
Sulajärvi ingår i det delavrinningsområde (748874-172798) som SMHI kallar för Utloppet av Sulajärvi. Medelhöjden är 394 meter över havet och ytan är 2,06 kvadratkilometer. Räknas de 16 avrinningsområdena uppströms in blir den ackumulerade arean 158,86 kvadratkilometer. Kivijoki (Moskojoki) som avvattnar avrinningsområdet har biflödesordning 2, vilket innebär att vattnet flödar genom totalt 2 vattendrag innan det når havet efter 293 kilometer. Avrinningsområdet består mestadels av skog (45 procent) och öppen mark (11 procent). Avrinningsområdet har 0,6 kvadratkilometer vattenytor vilket ger det en sjöprocent på 29,3 procent. Bebyggelsen i området täcker en yta av 0,26 kvadratkilometer eller 13 procent av avrinningsområdet.